# Juri Andrejewitsch Morosow

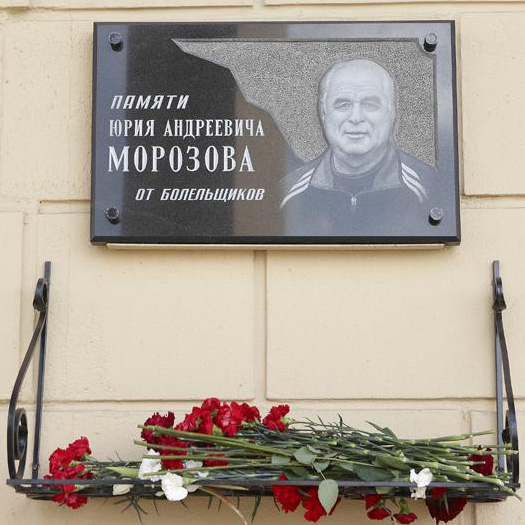
Gedenktafel für Juri Andrejewitsch Morosow in Sankt Petersburg

Juri Andrejewitsch Morosow (russisch Юрий Андреевич Морозов; * 13. Mai 1934 in Sinjawino, Oblast Leningrad; † 16. Februar 2005 in Sankt Petersburg) war ein russischer Fußballspieler und -trainer.

## Werdegang
Morosow spielte von 1953 bis 1958 bei Zenit Leningrad. Weitere Vereine waren Admiraltejez Leningrad und Dynamo Leningrad, wo er auch die Kapitänsbinde trug.
1965 beendete der Mittelfeldspieler, der auch in die B-Nationalmannschaft der Sowjetunion berufen worden war, seine aktive Laufbahn und trainierte die Jugend bei Zenit. Zwischen September 1964 und Dezember 1966 war er Aspirant am Leningrader Institut für Körperkultur. Morosow lehrte von 1967 bis 1974 Fußball und Hockey an der Lesgaft-Akademie für Leibesübungen und war dort Dekan für Fußballwissenschaften.
1974 übernahm er eine Assistenztrainerstelle bei der sowjetischen Fußballnationalmannschaft, die er bis 1990 innehatte. Ab 1986 war er Assistent von Walerij Lobanowskyj. Ihr größter Erfolg war der zweite Platz bei der Europameisterschaft 1988.
Im Oktober 1977 wurde er zum Cheftrainer von Zenit Leningrad berufen. Morosow übte dieses Amt bis Dezember 1982 aus, dabei gelang ihm mit der Mannschaft ein dritter Platz in der Landesmeisterschaft und die damit die beste Platzierung seit Bestehen des Vereins.
Im Dezember 1983 übernahm er die Mannschaft von Dynamo Kiew und wechselte im Dezember 1984 in gleicher Funktion zu ZSKA Moskau, wo er bis 1988 das Training leitete. 1990 folgte Morosow einem Ruf ins Ausland und übernahm das Training der Fußballnationalmannschaft des Irak.
Morosow kehrte im Dezember 1990 zu Zenit Leningrad zurück und war dort bis Februar 1992 Cheftrainer. Anschließend nahm er seine Lehrtätigkeit am Lesgaft-Institut wieder auf, bis er sie Mannschaft des Emirats Schardscha in den Vereinigten Arabischen Emiraten übernahm. 1994 wurde er Trainer kuwaitischen Olympiaauswahl und der Jugendauswahl des Landes.
Bei Zenit St. Petersburg war Morosow vom Januar 1995 bis Dezember 1997 als Sportdirektor angestellt. Im Dezember 1999 übernahm er erneut die Trainerfunktion. Wegen einer Erkrankung gab er 2002 sein Amt auf; die von ihm aufgebaute junge Mannschaft wurde 2003 unter seinem Nachfolger Vlastimil Petržela russischer Vizemeister.
Morosow übernahm im Februar 2003 noch die unterklassige Petersburger Mannschaft FK Petrotrest, bis er schließlich seiner schlechten Gesundheit wegen das Traineramt ganz aufgeben musste. Morosow galt als Anwärter für das Präsidentenamt bei Zenit, musste dieses Amt jedoch aus gesundheitlichen Gründen ablehnen.